# Жабоголова черепаха Вільямса
Жабоголова черепаха Вільямса (Phrynops williamsi) — вид черепах з роду Жабоголові черепахи родини Змієшиї черепахи. Отримала назву на честь американського зоолога Ернеста Едварда Вільямса.

## Опис
Загальна довжина карапаксу досягає 28—35,5 см. Голова велика, широка, добре розвинені щелепи. Нижня щелепа за формою нагадує лопату. Карапакс трохи піднятий. У задній його частині краї гострі та зубчасті. Пластрон не закриває повністю карапакс. Спереду та ззаду він звужений.
Голова темно-сіра або сіро-коричнева. На горлі присутня темна пляма у вигляду букви «U». Карапакс коричневого кольору, по щиткам (від середину до країв) проходять темні радіальні промені. Пластрон жовтого кольору.

## Спосіб життя
Полюбляє гірські лісові струмки. Активна вдень. Харчується переважно молюсками, іноді рибою, безхребетними.
Самиця відкладає до 40 яєць. Інкубаційний період триває до 80 діб.

## Розповсюдження
Мешкає у штатах Санта-Катарина і Ріу-Гранду-Сул на південному сході Бразилії, Уругваї, північній Аргентині, Парагваї.